# シャリーフ工科大学
シャリーフ工科大学（英語: Sharif University of Technology, ペルシャ語: دانشگاه صنعتی شریف, ローマ字: Dāneŝgāhe Sannatiye Ŝarif）は、イランの公立大学。工学、数学、物理学などの分野でイランを牽引する、全国有数の研究機関と見なされている。略称はSUT。

## 歴史
モハンマド・レザー・パフラヴィーの治世下の1966年に、アーリヤーメフル工科大学（Aryamehr University of Technology）の名称で設立。
革命後、シャリーフ工科大学に改称される。これはイスラム人民戦士機構の指導者であるマジード・シャリーフ＝ヴァーゲフィー（Majid Sharif-Vaghefi）の名に由来する。